# Сосновый Остров (стоянка)
Сосновый Остров — археологический памятник в Нижнетавдинском районе Тюменской области России.
занимает северо-западную часть острова Сосновый, который находится на песчаной дюне, возвышающейся над уровнем заболоченной части озера Среднее Тарманское.
Исследования проводились в 1966 году под руководством В. Д. Викторовой, а в 2004 году коллективом исследователей Института проблем освоения Севера СО РАН и Уральского государственного университета.
В ходе работы выведены очертания нескольких построек и выделены три культурно-хронологические группы: средний неолит (козловская культура, Козлов Мыс, 6 тыс. до н. э.), поздний неолит (сосновоостровская культура, 5 тыс. до н. э.) и энеолит (байыкская культура, 4 тыс. до н. э.). Находки включают фрагменты керамических сосудов и каменных орудий труда. Кроме того, раскопки выявили три человеческих захоронения. На основе анализа предметов из них (керамических сосудов) и стратиграфических исследований было определено, что захоронения соотносятся с периодом существования сосновоостровской культуры. Эти люди вошли в антропологическую коллекцию Томского государственного университета. Охотница-собирательница I5766 (4230—3984 лет до н. э., Сосновый остров на озере Среднее Тарманское, Нижнетавдинский район, мтДНК: U5a2b1) заявлена как родственник 3-й степени родства для представителя ботайской культуры BOT15 (3345—3025 лет до н. э., Y-ДНК: N2a-P189.2*, мтДНК: R1b1)